# Esch-sur-Alzette (tổng)
Esch-sur-Alzette là một tổng về phía tây nam của Luxembourg, ở huyện Luxembourg. Thủ phủ là Esch-sur-Alzette.
Tổng này bao gồm 14 thị trấn: 
- Bettembourg
- Differdange
- Dudelange
- Esch-sur-Alzette
- Frisange
- Kayl
- Leudelange
- Mondercange
- Pétange
- Reckange-sur-Mess
- Roeser
- Rumelange
- Sanem
- Schifflange

==Tham khảo==